# Ferdinand Auhser
Ferdinand Auhser (* 1982 in Wien) ist ein österreichischer Verleger, Autor von Kinder- und Jugendliteratur, Drehbuchautor und Produzent.

## Biografie
Auhser wuchs in Tulln an der Donau auf. Nach der Matura am BG/BRG Tulln studierte er Philosophie an der Universität Wien, wo er sein Diplom- wie auch Doktoratsstudium bei Arno Böhler absolvierte. 2014 begründete er mit den Komponisten Arthur Lauber und Manfred Schweng das Projekt Hör zu, Bakabu und schuf hierfür die Figur Bakabu, der Ohrwurm, zu der er auch sämtliche Geschichten und Bücher schrieb. Die Hörbuch-Fassungen zu den Geschichten rund um den blauen Ohrwurm aus dem Singeland werden vom deutschen Schauspieler Christian Tramitz gesprochen. 2016 gründete Auhser den Vermes-Verlag mit Sitz in Tulln an der Donau, 2019 die Vermedia GmbH (Filmfirma) sowie die Vermevent KG (mittlerweile Bakabu Kids Edutainment GmbH) und ist seit Dezember 2022 Geschäftsführer der Don Bosco Medien GmbH in München.

## Werke (Auswahl)

### Bakabu-Liederalben und Bücher
- Hör zu, Bakabu – Album 1, Verein Musik und Sprache/Vermes/Hueber, 2016, ISBN 978-3-19-909601-6
- Hör zu, Bakabu – Album 2, Verein Musik und Sprache/Vermes/Hueber, 2016, ISBN 978-3-19-919601-3
- Bakabu und der Goldene Notenschlüssel (inkl. Hörbuch), Vermes-Verlag, 2017
- Hör zu, Bakabu – Album 3, Vermes-Verlag, 2017, ISBN 978-3-903300-06-4
- Bakabu – Abenteuer im Weltraum, Vermes-Verlag, 2018
- Bakabu und die (nicht ganz) Stille Nacht, Vermes-Verlag/auch als Hörbuch, 2018, ISBN 978-3-9504391-5-1
- Bakabu auf der Suche nach dem Osterlied-Ei, Vermes-Verlag/auch als Hörbuch, 2019/2022, ISBN 978-3-19-489620-8
- Bakabu und die kranke Glockenblume, Vermes-Verlag/auch als Tonie, 2019/2021/2022, ISBN 978-3-19-479620-1
- Bakabu und der Schatz der Piraten, Vermes-Verlag/auch als Hörbuch, 2019, ISBN 978-3-903300-03-3
- Bakabu und das Sterne-Laternenfest, Vermes-Verlag/auch als Hörbuch, 2019/2021, ISBN 978-3-19-459620-7
- Bakabu und die Weihnachtsglocke, Vermes-Verlag/auch als Hörbuch, 2019/2021, ISBN 978-3-19-469620-4
- Bakabu und der geheimnisvolle Jodel-Yeti/auch als Hörbuch, 2019, ISBN 978-3-903300-12-5
- Bakabu und die Faschingsparty (Kostümparty), Vermes-Verlag, 2020/2024, ISBN 978-3-19-539620-2
- Bakabu und die Herbstmusik, Vermes-Verlag, 2020, ISBN 978-3-903300-32-3
- Bakabu und der Feuervulkan, Vermes-Verlag/Hueber/auch als Hörbuch, 2022, ISBN 978-3-19-899601-0
- Bakabu auf der verrückten Bewegungsinsel, Vermes-Verlag, 2022, ISBN 978-3-19-959601-1
- Bakabu – Abenteuer in MINTmausen, Vermes-Verlag, 2023, ISBN 978-3-19-969601-8
- Bakabu und Heckmeck, der Umweltschreck, Vermes-Verlag, 2024, ISBN 978-3-19-529620-5

### Weitere Kinderbücher
- Der kleine Egon und das Phantombild. Vermes-Verlag, 2018, ISBN 978-3-9504391-3-7.
- Das Wakatiki. (als Jackie Goldmann), Vermes-Verlag, 2021, ISBN 978-3-903300-36-1.
- Hippo gibt ein Konzert. Vermes-Verlag, 2020, ISBN 978-3-903300-33-0.
- Hippo baut ein Baumhaus. Vermes-Verlag, 2021, ISBN 978-3-903300-39-2.
- Hippo kämpft gegen den Müll. Vermes-Verlag, 2022, ISBN 978-3-903300-52-1.
- Hippo und der Bienen-Summit. Vermes-Verlag, 2023, ISBN 978-3-903300-82-8.
- Hippo rettet den Wald. Vermes-Verlag, 2024, ISBN 978-3-903300-95-8.
- Korbinian und der Bär. Vermes-Verlag, 2024, ISBN 978-3-903300-97-2

### Drehbücher
- Hubert ohne Staller – Der Tod des Sokrates (Folge 150), 2020

### Schulbuch
- Vielfalt (er)leben, Bd. 1, Trauner, Linz, 2021
- Vielfalt (er)leben, Bd. 2, Trauner, Linz, 2022
- Vielfalt (er)leben, Bd. 3, Trauner, Linz, 2023
- Vielfalt (er)leben, Bd. 4, Trauner, Linz, erscheint 2024
- Vielfalt (er)leben, Bd. 5, Trauner, Linz, erscheint 2024
- Lilli, Bakabu und Du, Schulbuch-Reihe 1. Schulstufe, Trauner, Linz, 2022
- Lilli, Bakabu und Du, Schulbuch-Reihe 2. Schulstufe, Trauner, Linz, 2023

### Philosophie
- Die Macht der Form – Versuch einer dynamischen Ontologie, Februar 2015, transcript, Bielefeld

## Preise und Stipendien
- Würdigungspreis der Republik Österreich für die besten Absolventinnen und Absolventen des Jahrganges durch das BM:BWK, 2006
- DOC-Stipendium der Österreichischen Akademie der Wissenschaften, 2008